# Серебряное (Приморский край)
Сере́бряное — село в Партизанском городском округе Приморского края.

## География
Село Серебряное стоит в верховьях реки Серебрянка (левый приток реки Тигровая).
К селу Серебряное идут дороги:
 — на северо-запад от Партизанска через село Бровничи, расстояние до центральной части города около 32 км;
 — на северо-запад от Углекаменска мимо села Хмельницкое, расстояние до Углекаменска около 25 км.
От села Серебряное на восток идёт дорога в верховья реки Шкотовка к селу Новая Москва Шкотовского района, расстояние до которого около 25 км.

## Население
| 2002 | 2010 |
| ---- | ---- |
| 32   | ↘30  |

## Улицы
| - ул. Багряная, - ул. Заречная, - пер. Заречный, - ул. Ключевая, - ул. Сухой Ключ. |